# Lachnellula calyciformis

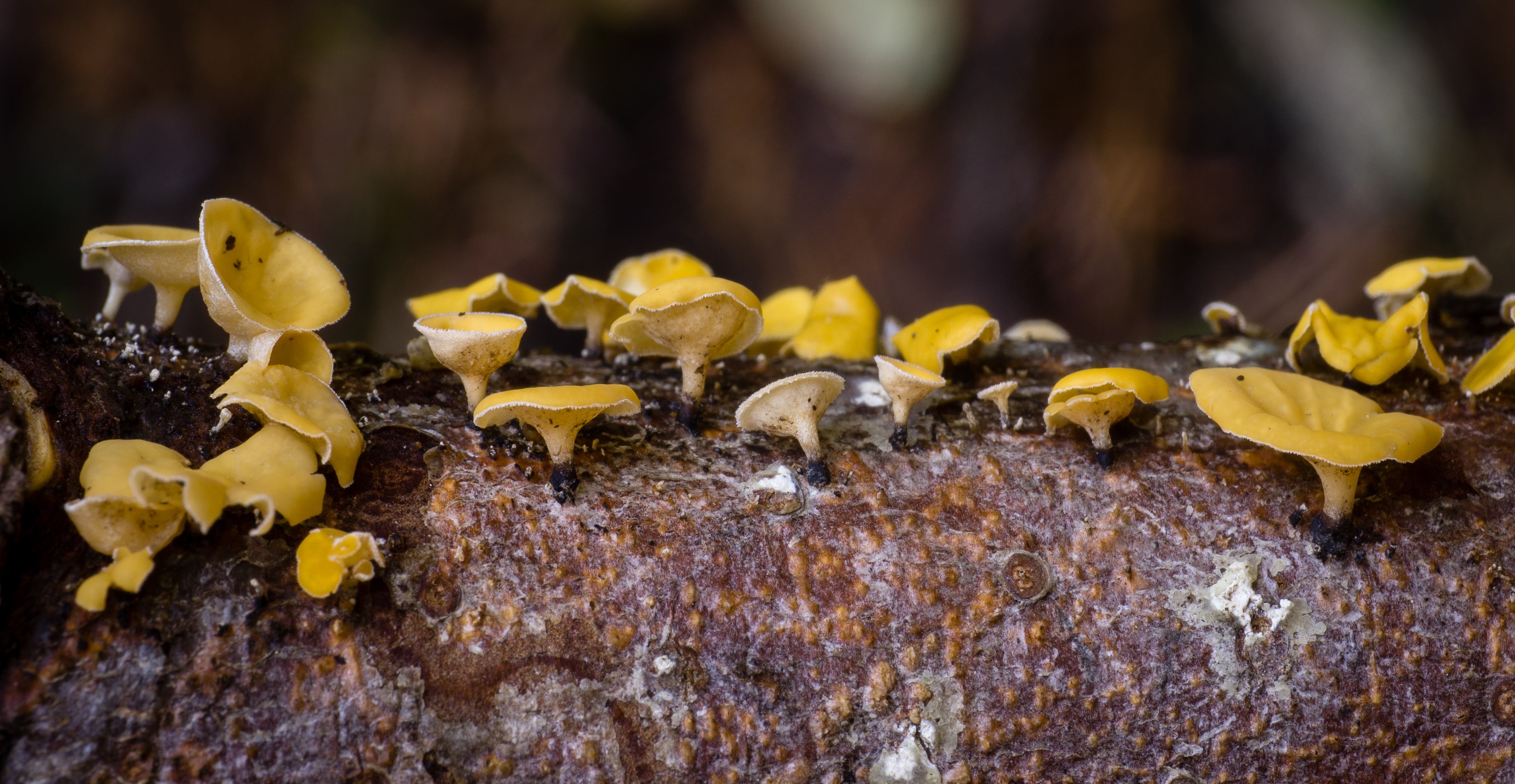

Lachnellula calyciformis (P. Karst.) Dennis – gatunek grzybów z klasy patyczniaków (Helotiales).

## Systematyka i nazewnictwo
Pozycja w klasyfikacji według Index Fungorum: Lachnellula, Lachnaceae, Helotiales, Leotiomycetidae, Leotiomycetes, Pezizomycotina, Ascomycota, Fungi.
Po raz pierwszy takson ten opisał w 1786 r. August Johann Georg Karl Batsch nadając mu nazwę Helvella calyciformis. Obecną nazwę nadał mu w 1965 r. C.G Dharne. Pozostałe synonimy.:
- Dasyscyphus calyciformis (Batsch) Rehm 1893
- Helotium calyciforme (Batsch) Wettst. 1886
- Octospora calyciformis (Batsch) Timm 1788
- Peziza calyciformis (Batsch) Willd. 1787[2].

## Morfologia
Teleomorfa
Na podłożu tworzy pojedynczo lub w grupach, półsiedzące apotecja na krótkich trzonkach. Osiągają średnicę do 2,5 mm. Młode apotecja są kuliste i rozszerzają się podczas wilgotnej pogody, tworzące miseczkowaty owocnik. Ekscypulum w okresie dojrzałości średniej grubości, z zewnątrz mięsiste lub płowożółte. Tarczka owocnika koloru pomarańczowego do pomarańczowo-żółtego.
Zewnętrzna warstwa ekscypulum typu „textura epidermoidea”, utworzona przez raczej nieregularnie ułożone strzępki o średnicy około 3–5 µm i długości 11 µm. Strzępki trzonka typu „textura intricata”, luźno splecione, cienkościenne. Hymenium pomarańczowa do pomarańczowożółtego, składające się z worków i parafiz. Worki 50–63 × 4–5,5 µm, cylindryczne do cylindrycznie maczugowatych z ośmioma askosporami. Otwory worka nieamyloidalne. Askospory ułożone w workach skośnie jednoszeregowo, elipsoidalne lub wrzecionowato elipsoidalne, 4–7,5 × 2,5–3,5 µm. Parafizy nitkowate, przewyższające worki, o wierzchołkach. Mają rozmiar 60–70 × 1,5 µm. Włoski cylindryczne, z przegrodami, o drobnoziarnistej powierzchni, osiągające średnicę 3–4 µm.
Anamorfa
Na 2% agarze z ekstraktem słodowym grzyb tworzy białą, watowatą grzybnię o średnim tempie wzrostu. Anamorfa tworzy się po 40–50 dniach. Mikrokonidia rozwijają się w labiryntowych zagłębieniach o barwie żółtej do pomarańczowożółtej, samotnie lub w małych grupach. Konidia powstają na pionowo rozgałęzionych, szydłowatych konidioforach. Są jednokomórkowe, szkliste, podłużnie eliptyczne. Rozmiar 2–3,5 × 1 µm, konidiofory 10–15 × 1,5 µm.

## Występowanie i siedlisko
Podano występowanie Lachnellula calyciformis w Ameryce Północnej, Europie, Azji i na Nowej Zelandii. W Polsce M.A Chmiel w 2006 r. przytoczyła 6 stanowiska, w następnych latach podano dalsze. Najbardziej aktualne stanowiska podaje internetowy atlas grzybów. Znajduje się w nim na liście gatunków zagrożonych i wartych objęcia ochroną.
Nadrzewny grzyb saprotroficzny występujący na martwych gałęziach jodły. sosny i świerka.